# Triptognathus rufobasalis
Triptognathus rufobasalis là một loài tò vò trong họ Ichneumonidae.